# 特拉斯湖
特拉斯湖（英語：Terrace Lake），是南極洲的湖泊，位於羅斯島，處於巴恩角以東0.9公里，由英國探險隊命名和繪入地圖，該湖泊現時由南極條約體系管理。